# Ratemia
Ratemiidae är en familj inom underordningen blodsugande löss, med det enda släktet Ratemia som omfattar tre arter:
- Ratemia asiatica
- Ratemia bassoni
- Ratemia squamulata